# ラ・ファミリア・P. ルチェ
ラ・ファミリア・P. ルチェ(La Familia P. Luche))は2002年から2012年までメキシコのテレビで放送されたコメディドラマ。エウヘニオ・デルベスとグス・ロドリゲスらが制作を担当した。
タイトルに含まれる「P. ルチェ」とはペルチェとも言い、スペイン語で「ぬいぐるみ」を意味しており、メインの登場人物であるP.ルチェ家にもぬいぐるみ製の服を着た者が多い。

## 登場人物・出演者

### メインキャスト
ルドヴィコ・P. ルチェ（Ludovico P. Luche、演：エウヘニオ・デルベス）
P.ルチェ家の父親でありリーダー的存在。だが、怠け者で知能が低い。妻や子供を含め、自分の人生に満足していない様子を見せることが多い。いつもぬいぐるみ製の青い服（ほとんどがスーツとネクタイ）を身に着けている。クルス・アスルのファン。知人のシウダード・ペルチェを友人といつもいじめるといわれている。
フェデリカ・P. ルチェ（Federica P. Luche、演：コンスエロ・ドゥバル）
ルドヴィコの妻。性格は攻撃的かつオーバーな妄想癖があり男好き。いつもぬいぐるみ製のピンクの服をきている。常に言い訳し、役に立たない男たらし。フルネームは『フェデリカ・ダーバロス・デ・P. ルチェ（Federica Dávalos de P. Luche）』。クルブ・アメリカのファン。
ビビ・P. ルチェ（Bibi P. Luche、演：レヒナ・ブランドン）
長女で、唯一ルドヴィコとフェデリカの間の本当の子供。家族やシウダード・ペルチェのすべての居住者が何を考えているのか文脈から理解し周囲に提供するため、コメントや意見のための "珍しい家族" として重宝されている。いつも紫の服を着ていて、家族の中で唯一ぬいぐるみ製ではない服を着ている。フットボールが嫌い。
ルドヴィキト・P. ルチェ（Ludoviquito P. Luche、演：ミゲル・ペレス）
長男でビビの弟。トラブルメーカーでいつも義弟のジュニアとケンカしており、何かを得るために他人を脅迫することもある。いつもぬいぐるみ製の緑の服と小さな帽子を身につけている。クルス・アスルのファン。
ジュニア・P. ルチェ（Junior P. Luche、演：ルイス・マヌエル・アビラ）
一家の養子。実は彼は警察の指揮官だったが、交通事故（フェデリカに車で轢かれる）に見舞われ、記憶喪失になった。目を覚ました際、フェデリカが捕まらないために、自分の子どもの1人だと言いくるめられた。そのため、中年でヒゲが生えているにもかかわらず、12歳の子供として扱われ、学校にも通っている。本名は『アリギエリ指揮（Comandante Aliguieri）』。いつもぬいぐるみ製のオレンジと黄色の服を着ている。クルス・アスルのファン。
エクセルサ（Exelsa、演：バルバラ・トレス）
P. ルチェ家のお手伝い。故郷はブエノスアイレス、アルゼンチン。怠惰で、怠けたことを責められても「でも私はここでたった1人のお手伝い」と言い訳を言う。いつもぬいぐるみ製のターコイズのメイド服を着ている。ボカ・ジュニアーズのファン。
ゴベル（Gober）
P. ルチェの愛犬。

### サブキャスト
フラビオ（Flavio、演：ピエレ・アンヘロ）
P. ルチェ家の隣人。ルドヴィコの親友で同僚。
マルティナ（Martina、演：ダリラー・ポランコ）
P. ルチェ家の隣人。フェデリカの親友。
ルクレシア・ダーバロス（Lucrecia Dávalos、演：メルセデス・バウガン）
フェデリカの妹でルドヴィコの義理の姉妹。ドン・カメリーノの彼女。
チェラ（Chela、演：シルビア・エウヘニア・デルベス）
P. ルチェ家が住む建物の大家。非常におせっかい。
クリスティとリゴ（Cristi y Rigo、演：カタリナ・ロペスとパブロ・バレンティン）
P. ルチェ家の隣人夫婦。盲目。
ドン・カメリーノ（Don Camerino、演：フアン・ベルドゥスコ）
シウダード・ペルチェで最も裕福な男で、インドゥストリアス・ペルチェの所有者である、ルドヴィコの上司。最高のタイトルで知られている「マンビジネス界の大物とシウダード・ペルチェの半分の所有者（El magnate hombre de negocios y dueño de media Ciudad Peluche）」の持ち主。
祖母フランシスカ・デ・ダーバロス（Francisca de Dávalos、演：ノラ・ベラスケス）
ラウロの妻でフェデリカやルクレシアの母親。
祖父ラウロ・ダーバロス（Lauro Dávalos、演：セルヒオ・ラーモス）
フランシスカの夫でフェデリカやルクレシアの父親。